# Paulo de Edessa
Paulo de Edessa (m. 30 de outubro de 526) foi um bispo ortodoxo sírio de Edessa do século VI. Foi consagrado em 510, em sucessão de Pedro. No primeiro ano de episcopado, uniu-se a Gamalino de Perra contra alguns sectários que se recusaram a usar o pão, água e vinho, exceto na celebração da Eucaristia. Quando o imperador Justino I (r. 518–527) ascendeu, comprometeu-se a forçar os decretos da Calcedônia sobre o patriarca Severo de Antioquia e seus apoiantes, e confiou a missão a Patrício. Patrício chegou em Edessa em novembro de 519 e ordenou que Paulo aceitasse o concílio ou renunciasse. Ele se recusou e procurou santuário em seu batistério, mas foi removido por Patrício e sentenciado ao exílio em Selêucia. Justino, contudo, esperando superar a resistência do bispo, reinstalou-o após 44 dias. Mas Paulo ainda recusou-se a se submeter, e foi finalmente deposto e banido para Euceta no Ponto em julho de 522. Uma ordem imperial posterior colocou Asclépio na sé.
Paulo traduziu, sem dúvida em seus dias de exílio, os hinos gregos de Severo e outros escritores ortodoxos sírios, e organizou-os na forma de hinário siríaco. À morte de Asclépio (junho de 525), Paulo arrependeu-se (como o autor ortodoxo da Crônica de Edessa afirma) e se submeteu a Justiniano, então agindo para Justino. Dele, Paulo obteve carta que apoiava a petição que endereçou ao patriarca antioqueno Eufrásio, orando para ser restaurado em sua sé. Paulo recebeu permissão para retornar a Edessa como bispo em março de 526. Sobreviveu a sua terceira inauguração menos de 8 meses, morrendo em 30 de outubro, menos de um ano antes da morte de Justino. A Igreja Siríaca, contudo, não pôde tê-lo considerado como renegado, pois é celebrado no calendário em 23 de agosto como "Mar Paulo, bispo de Edessa, intérprete de livros", um título semelhante àquele dado a Jacó de Edessa.
Seu hinário é composto de 365 hinos; incluem 295 escritos por Severo e o resto por diversos indivíduos incluindo os contemporâneos de Severo: João Bar-Aftunaia, abade de Cálcis da Celessíria, e João Psaltes, seu sucessor. Embora a tradução é sem dúvida principalmente obra de Paulo, o hinário também inclui alguns hinos produzidos posteriormente. Um manuscrito da coleção como corrigido por seu famoso sucessor Jacó (datado de 675), e provavelmente escrito por sua mão, está no Museu Britânico (Add. MS. 17134). Joseph Barber Lightfoot fornece os hinos desta coleção "sobre Inácio" na íntegra, com uma tradução (Inácio, vol. I. p. 185).